# 朝凪橋

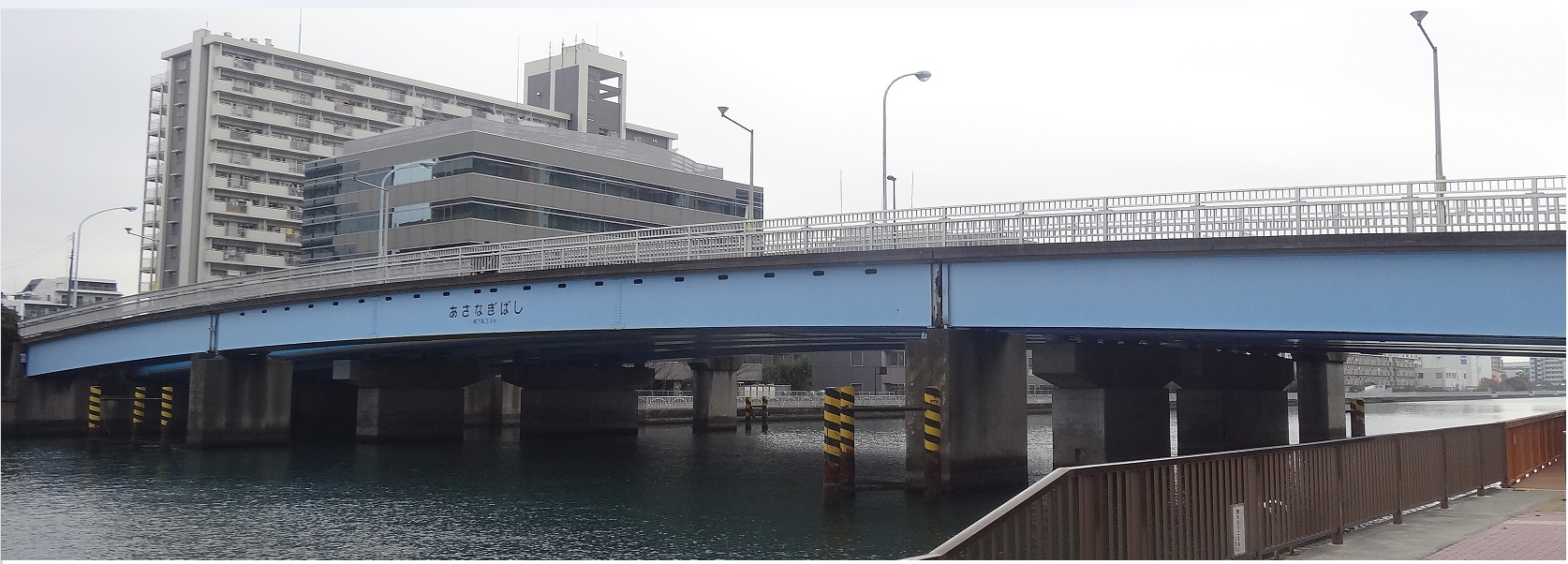
朝凪橋

朝凪橋（あさなぎばし）は豊洲運河をまたぎ東京都江東区豊洲と同区枝川を結ぶ道路橋である。東京都道319号環状三号線（三ツ目通り）を通す。

## 概要
1951年完成。長さ89.6メートル、幅19.4メートル。
豊洲地区特有の太鼓橋で、その中でも勾配が相当きつい橋である。

## 周辺施設
- スーパービバホーム豊洲店
- 東京フロントコート
- 深川南部保健所

## アクセス
- 東京メトロ有楽町線豊洲駅から徒歩8分

## 隣の橋
- 豊洲運河

（上流） - 相生橋（隅田川派川） - 豊洲橋 - 朝凪橋 - 辰巳橋（辰巳運河） - 辰巳桜橋（辰巳運河） - （下流）